# Lozovo
Lozovo az azonos nevű község székhelye Észak-Macedóniában.

## Népesség
Lozovónak 2002-ben 896 lakosa volt, melyből 851 macedón (95%), 26 vlach, 8 török, 5 szerb és 6 egyéb nemzetiségű.
Lozovo községnek 2002-ben 2858 lakosa volt, melyből 2471 macedón (86,5%), 157 török, 122 vlach és 108 egyéb nemzetiségű.

## A községhez tartozó települések
- Lozovo
- Adzsibegovo
- Adzsimatovo
- Bekerlija
- Dorfulija
- Gyuzemelci
- Karatmanovo
- Kisino
- Milino
- Szaramzalino
- Tyoszelari